# Ostróg forteczny

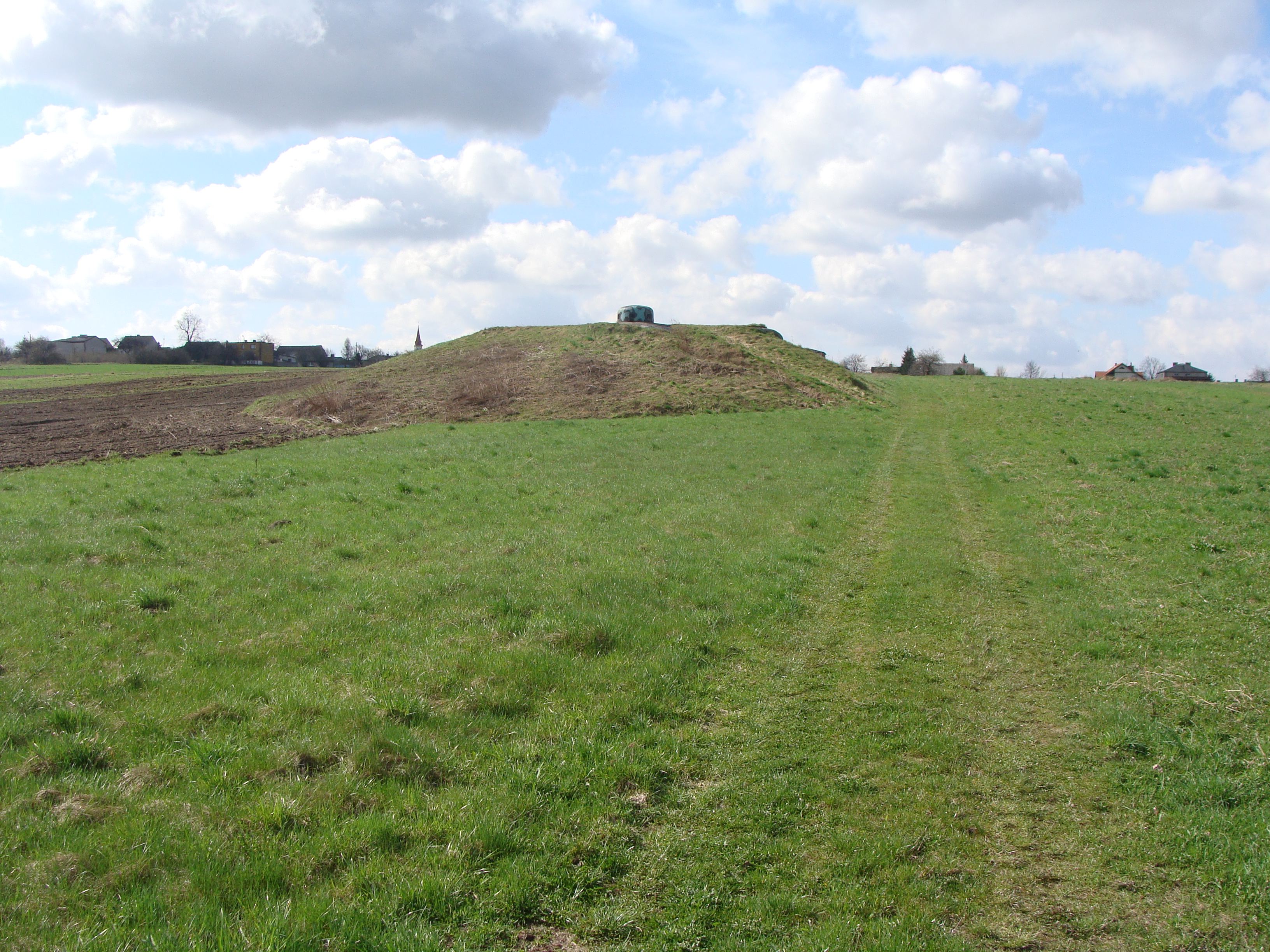
Ostróg forteczny w Sączowie, wchodzący w skład Obszaru Warownego „Śląsk” grupy warownej Niezdara

Ostróg forteczny – element obronny zwykle w postaci schronu bojowego, stosowany w fortyfikacji od początku XX w..
Ostróg forteczny to zwykle betonowy schron bojowy będący jednocześnie stanowiskiem i częścią składową fortyfikacji systemu fortowego rozproszonego. Przystosowany do prowadzenia ognia półokrężnego lub okrężnego. Ostróg potocznie i nieściśle nazywany bywa bunkrem lub blokhauzem.